# Historický archiv Bělehradu
Historický archiv Bělehradu (srbsky Историјски архив Београда) je kulturní instituce všeobecného významu, která se věnuje ochraně, uspořádání a archivování na území hlavního města Srbska, Bělehradu. Archiv svoji činnost vykonává na území hlavního města (všech 17 opštin) a provádí dozor nad 1656 subjekty, jejichž písemnosti jsou předmětem archivnictví. Archivuje dokumenty z oblasti správy, soudnictví, vzdělání, kultury, sociálního zabezpečení, hospodářství, bankovnictví, společensko-politických organizací a dalších.

## Historie
Archiv byl založen dne 20. února 1945, nedlouho po Osvobození Bělehradu. Od roku 1973 sídlí ve své současné budově, která se nachází v Novém Bělehradě na ulici Palmira Toljatiho. Jednalo se o první objekt tohoto typu, který byl na území SR Srbsko postaven pro potřeby archivnictví. Budova byla rekonstruována v roce 2019 nákladem 144 milionů RSD.

## Archivované materiály
V historickém archivu města Bělehradu se nachází různé archivní fondy a sbírky, které se týkají jak celého Srbska, tak i metropole. Ve dvou depozitářích o ploše 2400 m2 je umístěno 13 200 m archivních materiálů. Nejstarším z nich je dialog mezi Turky a křesťany o vojensko-politické situaci a pochází z druhé poloviny 16. století. Dochován je v osmanské turečtině. Nejstarším fondem je archiv zemunského magistrátu, který pochází z roku 1749, z doby, kdy byl prohlášen svobodným královským městem. Materiál je většinou v němčině.
Mezi největší (ale ne nejstarší) fondy lze zařadit: archiv zastupitelstva města Bělehradu (srbsky skupština grada Beograda), archiv obvodního soudu, městské samosprávy, různých dalších úrovní soudů, Obchodní komory apod. Nejvíce dochovaných materiálů nicméně pochází z období po roce 1945.
Archiv provádí rozsáhlou digitalizaci vlastních materiálů, prvními materiály, které byly vybrány pro tuto činnost byly písemnosti, týkající se života Židů, kteří zahynuli v koncentračních táborech za druhé světové války.

## Vydavatelská činnost a výstavy
Archiv za svoje působení vydal okolo padesáti publikací. Od roku 1955 pravidelně organizuje různé výstavy.